# بدو الجهالين

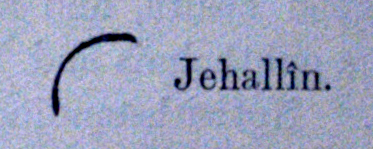
العلامة القبلية أو أوسام بدو الجهالين. 1851.

بدو الجهالين هم قبيلة فلسطينية من العرب البدو الذين يعيشون حاليا في برية الخليل الشرقية (ما سمّي بصحراء يهودا) في الضفة الغربية.

## التاريخ

### جنوب الخليل (1875-1952)
في مارس 1875، أفاد كلود ر. كوندر، رئيس فريق المسح التابع لصندوق استكشاف فلسطين، أن الأرض الواقعة جنوب عين جدي، بالقرب من مسعدة، تنتمي إلى الجهالين. التقى بأحد مشايخهم، أبو دهوك، وأشار إلى حجم وقوة خيولهم وولعهم بالتبغ. ويذكر أنهم طردوا مؤخرًا من بلادهم من قبل العرب التياها، وذكر أن الحرب استمرت ثلاث ساعات من معسكر الفريق في بيت جبرين. في وقت سابق من العام نفسه، ذكر أحد زملاء كوندر في الاستطلاع أن الجهالين يبلغ عددهم 150 رجلاً، مع 100 خيمة، بعد أن أشار إلى "أقصى درجات الحضارة" لجميع العرب، المستقرين أو البدو، من منطقة الغور (نهر الأردن والبحر الميت). الوادي المتصدع).

### بالقرب من أريحا تحت الحكم الأردني (1952-1967)
في عام 1952، طرد الجيش الإسرائيلي الجهالين من أراضيهم واستقروا في موقع جنوب غرب أريحا، داخل الضفة الغربية التي يحكمها الأردن. هناك، أخذوا أسلوب حياتهم التقليدي شبه البدوي، وعملوا في رعي الماشية في المنطقة المجاورة ووادي الأردن.

### تحت الاحتلال الإسرائيلي (1967-2014)
بعد الاحتلال الإسرائيلي للضفة الغربية عام 1967، فرض الجيش الإسرائيلي قيودًا متزايدة على الوصول إلى المراعي. تم دفع الجهالين إلى محيط طريق القدس - أريحا، حيث أصبحت منطقة تواجدهم جزءًا من بلدية معاليه أدوميم، وهي مستوطنة إسرائيلية تأسست في السبعينيات. شملت مخيمات الجهالين شبه الدائمة التي بنيت حتى الثمانينيات على مبنيين دائمين على الأقل.

### منذ أمر الإخلاء 2014
تعيش القبيلة حاليًا في قرى مثل عرب الجهالين ووادي أبو هندي والمنطار والحثرورة والغوالي ووادي سنيسيل والخان الأحمر شرقي القدس،  تحدها المستوطنات الإسرائيلية في معاليه أدوميم وبسغات زئيف. في 16 سبتمبر 2014، أُعلن أنه سيتم نقلهم إلى منطقة جديدة في وادي الأردن شمال أريحا.
في 17 أبريل 2012، تم عرض فيلم وثائقي عن الجهالين، "لم يتبق مكان للذهاب" للمخرج هارفي شتاين، في المركز الثقافي الفرنسي في القدس.
منذ عام 2014، تأسس فريق كرة قدم من بدو الجهالين، يعرف باسم صقور الصحراء، ويتنافس في مدينة بيت لحم الفلسطينية المجاورة.

## روابط خارجية
- تقرير أوكسفام نسخة محفوظة 30 مايو 2019 على موقع واي باك مشين.